# 973A busz (Budapest)
A budapesti 973A jelzésű éjszakai autóbusz a 973-as viszonylat sűrítőjárataként, északkeleti irányban az Astoria és Rákospalota, MÁV-telep között, míg délnyugati irányban a Keleti pályaudvar és a budafoki Városház tér között közlekedik. A vonalat Budapesti Közlekedési Zrt. üzemelteti.

## Útvonala
| Városház tér felé | Rákospalota, MÁV-telep felé |
| --- | --- |
| Keleti pályaudvar M vá. – Baross tér – Rákóczi út – Blaha Lujza tér – Rákóczi út – Astoria – Kossuth Lajos utca – Ferenciek tere – Szabad sajtó út – Erzsébet híd – Szent Gellért rakpart – Szent Gellért tér – Bartók Béla út – Móricz Zsigmond körtér – Fehérvári út – felüljáró – Leányka utca – Savoyai Jenő tér – Kossuth Lajos utca – Városház tér vá. | Astoria M vá. – Rákóczi út – Blaha Lujza tér – Rákóczi út – Baross tér – Thököly út – Mexikói út – Horvát Boldizsár utca – Columbus utca – Erzsébet királyné útja – Kolozsvár utca – Szent korona útja – Rákospalota, MÁV-telep vá. |

## Megállóhelyei
Az átszállási kapcsolatok között a hosszabb útvonalon közlekedő 973-as busz nincs feltüntetve.
|                                      | Rákospalota, MÁV-telep érkező végállomás | 20                                              | 996, 996A |
| Vág utca                             | 19                                       |                                                 | |
| Tóth István utca                     | 18                                       |                                                 | |
| Öv utca                              | 17                                       |                                                 | |
| Miskolci utca                        | 16                                       |                                                 | |
| Rákospatak utca                      | 15                                       |                                                 | |
| Fűrész utca                          | 14                                       |                                                 | |
| Nagy Lajos király útja / Czobor utca | 13                                       |                                                 | |
| Laky Adolf utca                      | 12                                       |                                                 | |
| Erzsébet királyné útja, aluljáró     | 12                                       | 901, 918                                        | |
| Korong utca                          | 11                                       |                                                 | |
| Zugló vasútállomás                   | 10                                       | 901, 907, 907A, 918, 979 S50                    | |
| Stefánia út                          | 8                                        | 907, 907A, 979                                  | |
| Cházár András utca                   | 7                                        | 907, 907A                                       | |
| Reiner Frigyes park                  | 6                                        | 907, 907A                                       | |
| 0                                    | Keleti pályaudvar M induló végállomás    | 5                                               | 907, 907A, 908, 908A, 931, 931A, 956, 990 S60 S80 (hétköznap 23:55 és 0:55 között, hétvégén 23:55 és 1:50 között) |
| 1                                    | Huszár utca                              | 3                                               | 907, 907A, 908, 908A, 931, 931A, 956, 990                                                                         |
| 2                                    | Blaha Lujza tér M                        | 2                                               | 6 907, 907A, 908, 908A, 923, 931, 931A, 956, 990                                                                  |
| 4                                    | Uránia                                   | 0                                               | 907, 907A, 908, 908A, 916, 931, 931A, 956, 990                                                                    |
| 5                                    | Astoria M induló végállomás              | 0                                               | 100E 907, 907A, 908, 908A, 909, 909A, 914, 914A, 916, 931, 931A, 934, 950, 950A, 956, 979, 979A, 990              |
| 6                                    | Ferenciek tere M                         |                                                 | 907, 908, 908A, 956                                                                                               |
| 6                                    | Március 15. tér                          | 907, 908, 908A, 956                             | |
| 7                                    | Döbrentei tér                            | 907, 908, 908A, 956                             | |
| 8                                    | Rudas Gyógyfürdő                         | 907                                             | |
| 10                                   | Szent Gellért tér – Műegyetem M          | 907                                             | |
| 11                                   | Gárdonyi tér                             | 907                                             | |
| 15                                   | Móricz Zsigmond körtér M                 | 6 907, 908, 908A, 918, 940, 941, 960, 972, 972B | |
| 16                                   | Újbuda-központ M                         | 918                                             | |
| 17                                   | Csonka János tér                         |                                                 | |
| 18                                   | Hauszmann Alajos utca                    |                                                 | |
| 19                                   | Etele út / Fehérvári út                  | 901                                             | |
| 20                                   | Kalotaszeg utca                          |                                                 | |
| 21                                   | Andor utca                               |                                                 | |
| 22                                   | Albertfalva kitérő                       |                                                 | |
| 24                                   | Albertfalva utca                         |                                                 | |
| 25                                   | Fonyód utca                              |                                                 | |
| 26                                   | Budafok kocsiszín                        | S34 S35                                         | |
| 27                                   | Leányka utcai lakótelep                  | 941                                             | |
| 29                                   | Savoyai Jenő tér                         | 941                                             | |
| 30                                   | Városház tér érkező végállomás           | 941 S34 S35                                     | |